# Mikael Thörnqvist
Harry Mikael Thörnqvist, född 12 oktober 1962 i Göteborg, är en svensk författare. Han är främst känd för Bollkänsla, en ungdomsboksserie med fotbollsspelande flickor i centrum. Thörnqvist är även verksam som journalist, frågesportskonstruktör och fotbollstränare.

## Biografi
Mikael Thörnqvist är född och uppvuxen i Göteborg. Han är uppvuxen i en familj där läsning stod i centrum, och Tvillingdeckarna av Sivar Ahlrud var en av Thörnqvists egna favoriter.
Thörnqvist är kanske mest känd som författare av ungdomsboksserien Bollkänsla, där första boken kom 2007. Hittills har sju böcker kommit i serien, de första sex hos B. Wahlströms och den senaste på Ekholm & Tegebjer. I skrivandet av böckerna, där flicklaget står i centrum (som herrlaget gjort det i snarlika Åshöjdens BK), använder han sig av sin mångåriga erfarenhet som fotbollstränare. Thörnqvist började som fotbollstränare år 2000, när en av hans egna döttrar började spela. Fotboll är den största idrotten bland flickor i Sverige, och trots det har den blivit styvmoderligt behandlad i både fotbollsvärlden och litteraturen i övrigt, anser han.
Januari 2013 fick Mikael Thörnqvist motta priset som 2012 års Årets författare. Bakom priset står Författarcentrum Väst och Västsvenska Författarsällskapet, och det delades första gången ut 1955.
Thörnqvist är aktiv inom Riksorganisationen GAPF (GAPF = Glöm aldrig Pela och Fadime), en organisation mot hedersrelaterat våld. Thörnqvists intresse för ämnet resulterade 2015 även i ungdomsromanen Fotbollshoran. Boken handlar om den 16-åriga Yasmines vardag och hur den begränsas av hennes familjs syn på henne och hennes intressen (bland annat spelar hon fotboll) samt av deras hedersrelaterade förväntningar. 2021 kom en fristående fortsättning via Yasmines sista match.
Vid sidan av sitt författande arbetar Mikael Thörnqvist som frilansskribent – bland annat som tillverkare av frågesporter för Aftonbladet –  och som vikarierande reporter på TTELA, Trollhättans och Vänersborgs största dagstidning. Han har tidigare arbetat som journalist på GT.

## Utmärkelser
- 2013 – Årets författare 2012 (utdelat av Författarcentrum Väst/Västsvenska Författarsällskapet)

### Bollkänsla
- 2007 –  Fotboll och kyssar. Stockholm: B. Wahlström. ISBN 9789132151576
- 2007 –  Tacklingar och tårar. Stockholm: B. Wahlström. ISBN 9789132151583
- 2008 –  Fiender och försvarare. Stockholm: B. Wahlström. ISBN 9789132152528
- 2008 –  Dribblingar med döden. Stockholm: B. Wahlström. ISBN 9789132152627
- 2009 –  Straffar och strul. Stockholm: B. Wahlström. ISBN 978-91-32-15557-4
- 2009 –  Falskspel och finter. Stockholm: B. Wahlström. ISBN 978-91-32-15731-8
- 2011 –  Röda kort och svarta naglar. Stockholm: Ekholm & Tegebjer. ISBN 9789186048181
- 2015 –  Fotbollshoran. Vulkan. ISBN 9789163792069
- 2021 –  Yasmines sista match. Vulkan. ISBN 9789189462274

## Källhänvisningar
1. ↑  Bokföringsdata. Ratsit.se. Läst 6 augusti 2013.
2. 1 2  "Årets Författare 2012". Arkiverad 13 oktober 2013 hämtat från the Wayback Machine. Forfattarcentrum.se. Läst 6 augusti 2013.
3. 1 2  "Intervju med Mikael Thörnqvist". Arkiverad 15 oktober 2013 hämtat från the Wayback Machine. Barnensbibliotek.com. Läst 6 augusti 2013.
4. ↑  Anderstedt, Mari-Louise (2013-01-24/25): "TTELA-reporter utsedd till Årets författare". Arkiverad 28 september 2013 hämtat från the Wayback Machine. Ttela.se. Läst 6 augusti 2013.
5. ↑  "Mikael Törnqvist - 2012 års författare". Arkiverad 13 september 2014 hämtat från the Wayback Machine. Forfattarsallskapet.se. Läst 6 augusti 2013.
6. ↑  "Riksorganisationen Gapf – Gapf". svenskamassan.se, 2015. Läst 2 oktober 2015.
7. ↑  "Ungdomsromanen Fotbollshoran". Arkiverad 6 oktober 2015 hämtat från the Wayback Machine. gapf.se. Läst 2 oktober 2015.
8. ↑  [Hermansson, Ann-Sofie (2022-01-26): "Ann-Sofie Hermansson: Tala klarspråk om hedersförtrycket". Göteborgs-Posten. Läst 10 februari 2022.
9. ↑  ”Mikael Thörnqvist”. Barnensbibliotek.com. 6 augusti 2013. Arkiverad från originalet den 6 augusti 2013. http://archive.today/2013.08.06-215229/http://www.barnensbibliotek.com/F%C3%B6rfattare/ForfattareA%C3%96/MikaelTh%C3%B6rnqvist/tabid/1000/Default.aspx.